# 大博羅什內烏鄉 (科瓦斯納縣)
45°49′0″N 26°0′0″E / 45.81667°N 26.00000°E
大博羅什內烏鄉（羅馬尼亞語：Comuna Boroșneu Mare, Covasna），是羅馬尼亞的鄉份，位於該國中部，由科瓦斯納縣負責管轄，面積44平方公里，海拔高度530米，2007年人口3,274，人口密度每平方公里74人。